# Amaro Antunes
Amaro Manuel Raposo Antunes (27 de noviembre de 1990) es un ciclista portugués que fue profesional entre 2011 y 2022. A principios de 2023 fue sancionado y desposeído de la Vuelta a Portugal 2021 por uso de métodos y sustancias prohibidas -pasaporte biológico anómalo-.

## Palmarés
2008
- Campeonato de Portugal Contrarreloj Junior
- Campeonato de Portugal en Ruta Junior

2017
- 1 etapa de la Vuelta al Algarve[4]
- Clásica de Arrábida
- Trofeo Joaquim Agostinho, más 1 etapa
- Vuelta a Portugal, más 1 etapa

2018
- Tour de Malopolska, más 1 etapa

2020
- Vuelta a Portugal, más 1 etapa

## Resultados en Grandes Vueltas
| Carrera | Carrera         | 2011 | 2012 | 2013 | 2014 | 2015 | 2016 | 2017 | 2018 | 2019 | 2020 | 2021 | 2022 |
| ------- | --------------- | ---- | ---- | ---- | ---- | ---- | ---- | ---- | ---- | ---- | ---- | ---- | ---- |
|         | Giro de Italia  | —    | —    | —    | —    | —    | —    | —    | —    | 54.º | —    | —    | —    |
|         | Tour de Francia | —    | —    | —    | —    | —    | —    | —    | —    | —    | —    | —    | —    |
|         | Vuelta a España | —    | —    | —    | —    | —    | —    | —    | —    | —    | —    | —    | —    |

—: no participa

Ab.: abandono 